# Захави, Назим
Назим Захави (англ. Nadhim Zahawi; род. 2 июня 1967, Багдад) — британский политик иракского происхождения, этнический курд. Министр образования (2021—2022), канцлер Казначейства (2022). Канцлер герцогства Ланкастерского (2022), председатель Консервативной партии, министр без портфеля (2022—2023).

## Биография
Родился 2 июня 1967 года в Багдаде, в 1976 году, когда к вершинам власти в Ираке стал пробиваться Саддам Хусейн, семья Захави эмигрировала в Великобританию. Окончил частную Школу Королевского колледжа в Уимблдоне, затем получил в Университетском колледже Лондона степень бакалавра наук по химическому инжинирингу. Занимал в компании Smith & Brooks Ltd должность директора по маркетингу на европейском рынке, затем вместе со Стивеном Шекспиром стал соучредителем маркетинговой и аналитической фирмы YouGov, занимал в ней должность CEO с 2005 по 2010 год, когда был избран в Палату общин от округа Стратфорд-он-Эйвон.
В 2016 году при подготовке к референдуму о членстве Великобритании в Евросоюзе выступал за выход, доказывая, в частности, что доступ на единый европейский рынок можно получить, и не участвуя в европейских соглашениях, в том числе о свободном перемещении людей.
В 2017 году победил на выборах с результатом 62,2 %, оставив далеко позади сильнейшего соперника — лейбориста Джеффа Кеннера (22,3 %).
Выборы 2019 года принесли Захави новый успех, хотя на этот раз его поддержали 60,6 % избирателей. Основная борьба развернулась между ним и либеральным демократом Домиником Скиннером, у которого, однако, тоже не оказалось шансов на победу (24,3 %).
28 ноября 2020 года в дополнение к своим обязанностям парламентского заместителя министра предпринимательства и промышленности назначен во втором кабинете Джонсона парламентским заместителем министра здравоохранения по вопросам внедрения вакцинации от коронавирусной инфекции COVID-19.
15 сентября 2021 года ходе серии кадровых перестановок в том же правительстве получил портфель министра образования.
5 июля 2022 года назначен канцлером Казначейства после громкой отставки Риши Сунака, несогласного с курсом правительства.
6 сентября 2022 года при формировании правительства Лиз Трасс назначен канцлером герцогства Ланкастерского и одновременно на две младшие министерские должности — по вопросам равноправия и по межведомственным отношениям.
25 октября 2022 года по завершении правительственного кризиса был сформирован кабинет Риши Сунака, в котором Захави был назначен председателем Консервативной партии и министром без портфеля.
В январе 2023 года в прессе появились сообщения о возможной неуплате Захави налога при продаже в 2018 году его доли в компании YouGov. Формально акции стоимостью 27 млн фунтов стерлингов принадлежали трасту Balshore Investments Limited в Гибралтаре, который контролируют родители Захави, но если реальным бенефициаром сделки был он, то налицо факт уклонения от уплаты налога. 29 января был отправлен в отставку премьер-министром.